# Jean-François Revel
Jean-François Revele Paris (Marselha, 19 de janeiro de 1924 – Le Kremlin-Bicêtre, 30 de abril de 2006) foi um filósofo, escritor e jornalista francês, e membro da Academia Francesa de Letras.
Embora tenha sido socialista até 1970, Revel foi, até o fim de sua vida, um dos mais acesos críticos do marxismo e das esquerdas na intelectualidade francesa. No seu livro A Grande Parada, Revel procura elucidar os motivos para a sobrevivência da ideologia socialista mesmo após a queda do Muro de Berlim e do fim da URSS. O livro trata também da recusa das pessoas de esquerda em aceitar o fato de que a ideologia comunista é responsável por milhões de mortes em todo o mundo.
Outros livros de grande destaque do autor são Nem Marx, Nem Jesus e A Obsessão Antiamericana.
Disse uma frase que se tornou célebre: “Se o fascismo e o comunismo só tivessem seduzido os imbecis, teria sido mais fácil livrar-se deles”.

## Obras publicadas
- Pourquoi des philosophes ? (1957)
- Pour l'Italie (1958)
- Sur Proust (1960)
- La Cabale des dévots (1962)
- Contrecensures (1966)
- Ni Marx ni Jésus  (1970)
- Descartes inutile et incertain (1976)
- La Tentation totalitaire (1976)
- La Grâce de l'État (1981)
- Comment les démocraties finissent (1983)
- Le Rejet de l'État (1984)
- Une anthologie de la poésie française (1984)
- Le Terrorisme contre la démocratie (1987)
- La Connaissance inutile (1988)
- L'Absolutisme inefficace, ou Contre le présidentialisme à la française (1992)
- Le Regain démocratique (1992)
- Histoire de la philosophie occidentale, de Thalès à Kant (1994)
- Le Moine et le Philosophe (dialogue avec son fils Matthieu Ricard)  (1997)
- Le Voleur dans la maison vide, Mémoires (1997)
- Fin du siècle des ombres (1999)
- La grande parade. Essai sur la survie de l'utopie socialiste (2000)
- Les Plats de saison, Journal de l'année 2000 (2001)
- L'obsession antiaméricaine (2002)